# 木赤赞普
木赤赞普（藏語：མུ་ཁྲི་བཙན་པོ།，威利转写：Mu-khri btsan-po，?—?），又译木弃赞普、穆赤赞布、美賜贊普、穆墀贊薄。按照藏族的传统他是吐蕃王朝第2任赞普，吐蕃王朝早期天赤七王之二。
他是聂赤赞布的哥哥雅赤赞普的儿子，本教史籍记载，他在香雄（阿里地区和羌塘西南）请来108位学者，从阿拉伯请来译师，在吐蕃建立本教45处修行处，建立寺院阔纳纽琼寺，以久连查为御前本教师长（久恰嘎）。在吐蕃弘扬雍仲本教，被称为雍仲本教之王。